# Josep Pallejà i Martí
Josep Pallejà i Martí (Tarragona, Tarragonès, 1873 - Barcelona, Barcelonès, 1945) va ser un arxiver català.
Pertanyent al Cos Facultatiu d'Arxivers, Bibliotecaris i Arqueòlegs, va treballar a la Biblioteca Universitària de Barcelona i a l'Arxiu de la Corona d'Aragó, del qual fou secretari. Després de la mort d'Eduardo González Hurtebise, el 1921 fou nomenat director de l'Arxiu del Reial Patrimoni de Catalunya. Ocupà el càrrec fins al 1936. Entre els anya 1926 i 1927 traslladà part del fons documental al pati dels Tarongers del palau de la Generalitat, a la Casa dels Canonges, i també a l'Arxiu de la Corona d'Aragó. Essent cap del Museu Arqueològic de Barcelona, càrrec que ocupava des que fou nomenat el 1921, va demostrar documentalment que Jaume Huguet fou l'autor del retaule del Conestable. El 1926 se li atorgà la Medalla d'Homenatge a Sa Majestat. Fou vocal de la Junta directiva del Col·legi General de Pèrits Titulars Oficials. El 1935, des del seu càrrec d'arxiver, se li va encarregar la gestió del Registre de la Propietat Intel·lectual de Barcelona.